# Mnich (Dolina Kobylańska)

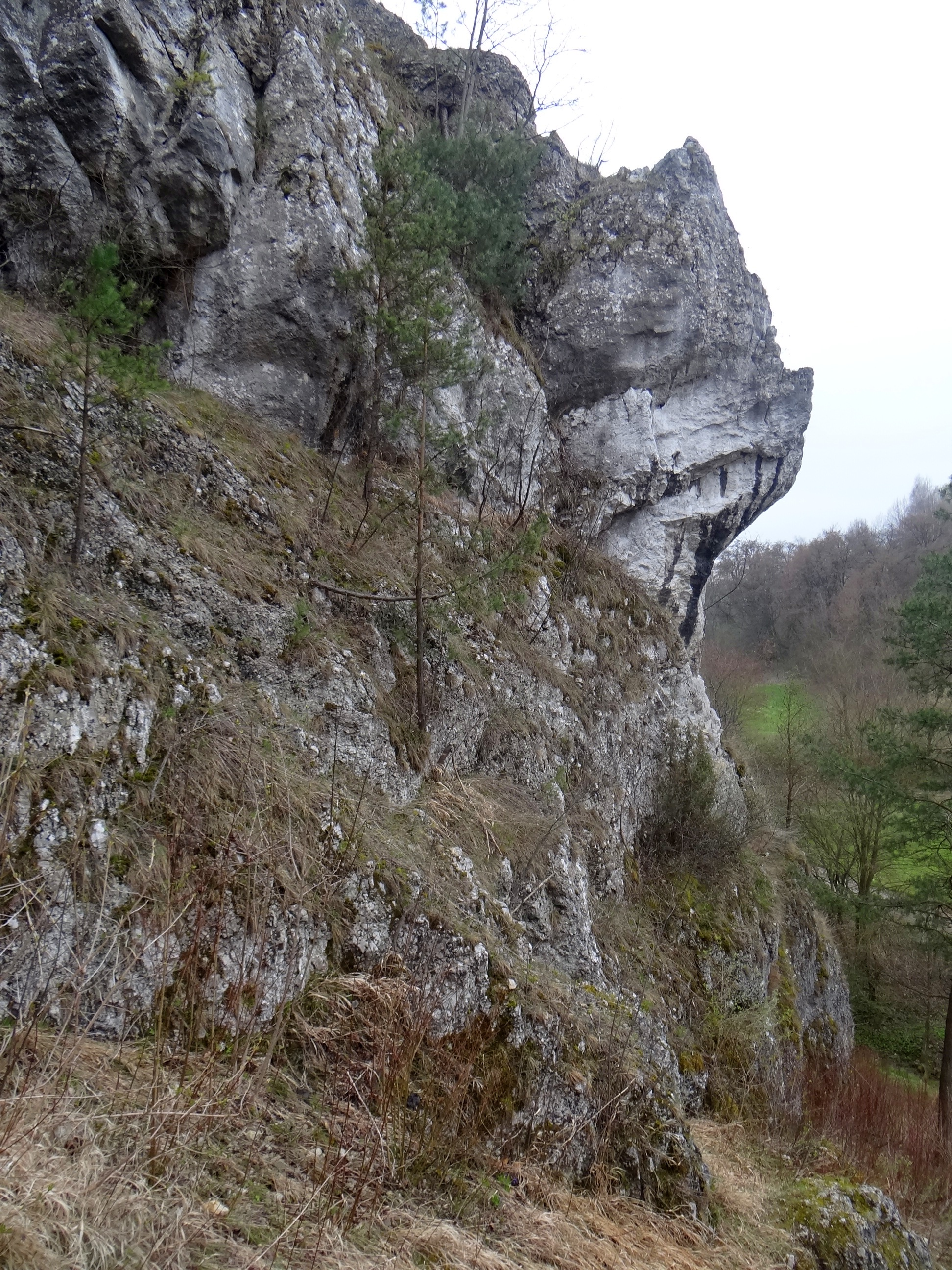
Mnich

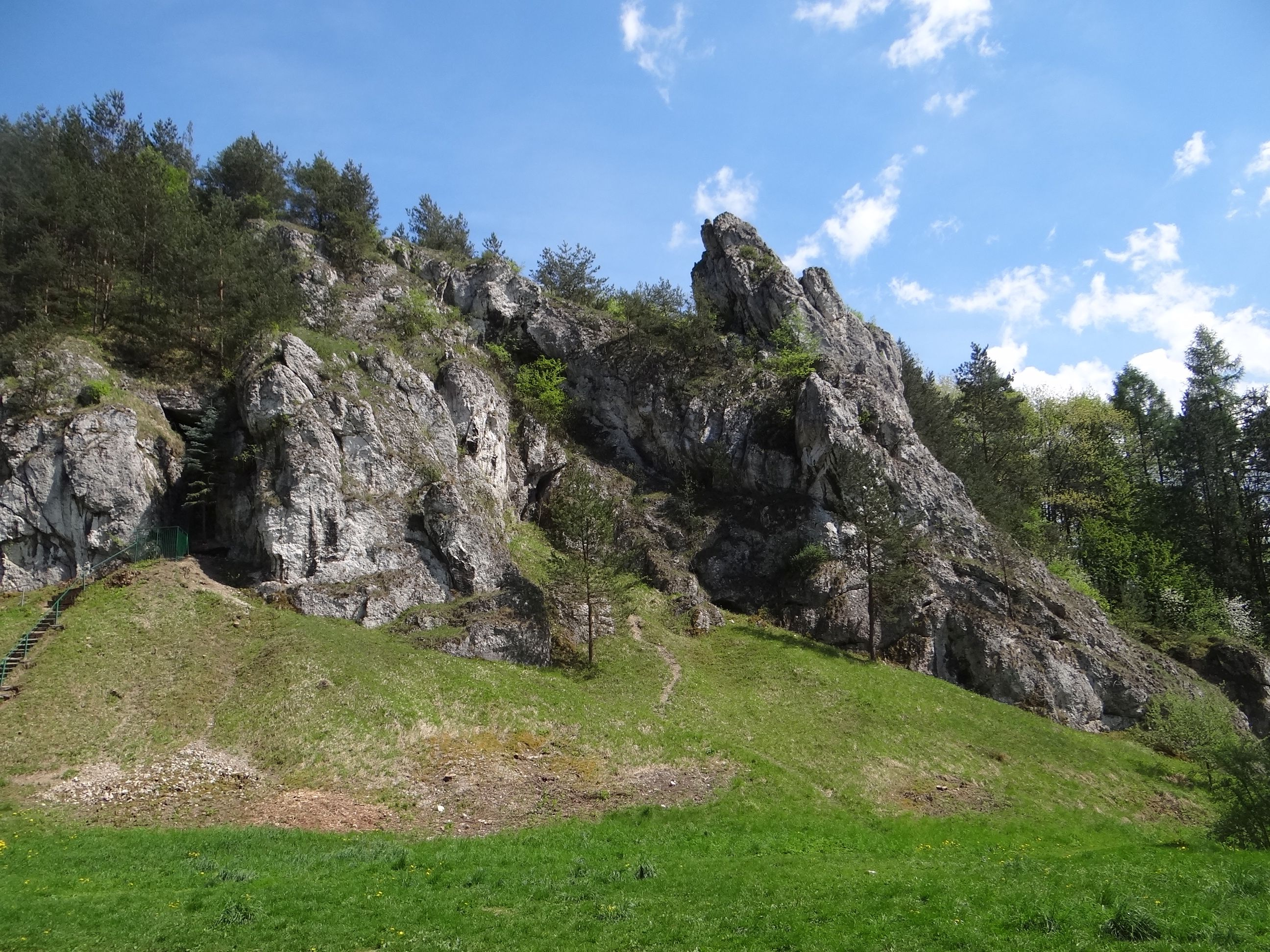
Grupa Żabiego Konia

Mnich – turnia w Dolinie Kobylańskiej na Wyżynie Olkuskiej, w miejscowości Kobylany, w gminie Zabierzów, powiecie krakowskim, województwie małopolskim. Znajduje się w dolnej, południowej części doliny, w jej orograficznie lewych zboczach, na terenie otwartym. U ich podnóży na dnie doliny jest płaskie, trawiaste rozszerzenie i wypływa Źródło św. Antoniego. Przez wspinaczy skalnych Mnich wraz z Dziobem Kobylańskim i Żabim Koniem zaliczane są do Grupy Żabiego Konia. Mnich w grupie tej jest najdalej wysunięty na południe.
Dolina Kobylańska jest jednym z najbardziej popularnych terenów wspinaczki skalnej. Skały mają dobrą asekurację, a Żabi Koń i Mnich są oblegane przez wspinaczy. Zbudowany z wapieni Mnich wznosi się wysoko na zboczu doliny, jego względna wysokość nad otaczającymi go skałami wynosi 12–15 m. Ma pionowe lub przewieszone ściany z filarem i zacięciem. Wspinacze skalni poprowadzili na nim 10 dróg wspinaczkowych o trudności od III+ do VI.1+ w skali Kurtyki. Mają południową wystawę. Wszystkie mają zamontowane stałe punkty asekuracyjne: ringi (r), stanowiska zjazdowe (st) lub ring zjazdowy (rz).
W południowej ścianie Mnicha znajduje się niewielki schron Grotka w Mnichu. Jego otwór jest widoczny z dna doliny.

## Drogi wspinaczkowe
1. Monachomachia; III+, 6r + st, 12 m
2. Novemberfest; IV, 5r + st, 12 m
3. Memento squiri; IV+, 7r + st, 12 m
4. Substytut suplementu; VI.1+, 5r + st, 12 m
5. Plemnik; V+, 6r + st, 12 m
6. Wariant do plemnika; V, 6r, 12 m
7. Ple Ple; VI, 7r + st, 12 m
8. Dolce w kupie; VI.1+, 5r + rz, 1 2 m
9. Zawroty głowy; VI+, 4r + st, 12 m
10. Eureka; V+, 4r + st, 10 m[2].